# 尹智慧
尹智慧（韓語：윤지혜，1979年11月10日—），或譯尹志惠，韓國女演員。

## 演出作品

### 電視劇
- 2004年：MBC《愛爾蘭》
- 2007年：MBC《順其自然》飾演 車惠琳
- 2011年：OCN《特殊案件專案组TEN》飾演 徐友蘭
- 2012年：SBS《幽靈》飾演 具妍珠
- 2012年：OCN《特殊案件專案组TEN》飾演 徐友蘭
- 2015年：SBS《上流社會》飾演 張藝媛
- 2016年：SBS《大撲》飾演 紅梅
- 2016年：tvN《Entourage》飾演 金恩甲代表的妻子
- 2018年：KBS2《我們遇見的奇蹟》飾演 郭孝珠
- 2018年：MBC《過來抱抱我》飾演 韓智昊
- 2019年：JTBC《風在吹》飾演 白秀雅
- 2019年：MBC《異夢》飾演 Esther
- 2021年：tvN《Navillera》飾演 殷素利
- 2021年：Netflix《Move to Heaven：我是遺物整理師》飾 李柱英
- 2022年：KBS2《魔咒的戀人》飾演 美秀
- 2023年：Netflix《女王制造者》飾演 殷書真
- 2024年：JTBC 《玉氏夫人傳》 飾演 金氏夫人

### 電影
- 1998年：《女高怪談》飾演 金正淑
- 2000年：《春香傳》
- 2000年：《青春》飾演 鄭荷娜
- 2000年：《錯愛雙魚座》
- 2003年：《戀戀春熊》
- 2004年：《可能出現的變化》
- 2005年：《強力三班》飾演 金泰熙
- 2006年：《沒禮貌的傢伙們》
- 2010年：《素食主義者》
- 2014年：《群盜：民亂的時代》飾演 馬香
- 2016年：《阿修羅》飾演 車勝美
- 2022年：《热血》饰演 仁淑
- 2023年：《之前的我們》飾演 諾拉之母

## 外部連結
- 尹智慧的Instagram帳戶
- 尹智慧在NAVER上的资料
- 尹智慧在韩国电影数据库（KMDb）上的資料（韓語）
- 尹智慧在互联网电影资料库（IMDb）上的資料（英文）
- 尹智慧在豆瓣上的资料（简体中文）